# Мэлоун, Джордан
Джордан Мэлоун (англ. Jordan Malone; род. 20 апреля 1984 года) — американский шорт-трекист, бронзовый призёр Олимпийских игр 2010 года и серебряный 2014 года в эстафете. Двукратный чемпион мира.

## Спортивная карьера
Джордан Мэлоун в детстве был низкорослым, у него был СДВГ синдром дефицита внимания и гиперактивности, дислексия и астма. Он начал кататься на роликовых коньках в 1990 году в возрасте 5 лет, чтобы не отставать от матери Пегги Эйткен, когда она ездила на своем мопеде, и участвовал в своей первой международной гонке в 1995 году. В 2000 году попал в национальную команду на чемпионат мира. В 2001 году выиграл 7 золотых и 3 серебряных медали на чемпионате мира по скоростному катанию на роликах среди юниоров.
В том же 2001 году он перенёс спиральный перелом малоберцовой кости, который порвал связки в ногах. В результате ему пришлось вставить винт и он пропустил четыре месяца. В 2003 году завоевал четыре золотых медали и по одной серебряной и бронзовой медалей на чемпионате мира среди взрослых. В 2004 году он перешёл в шорт-трек. 
В 2005 году был введен в национальную сборную США по шорт-треку, и в марте на чемпионате мира в Пекине завоевал бронзовую медаль в эстафете. Он упустил шанс принять участие в Олимпийских играх 2006 года в Турине из-за травмы правой лодыжки на предолимпийском отборе в январе 2006 года. Но в марте на чемпионате мира в Миннеаполисе помог команде выиграть бронзовую медаль. 
В декабре 2006 года на Кубке мира в Монреале занял 2-е место в беге на 1000 м и 4-е место в беге на 1500 м. В Солт-Лейк-Сити он начал свой собственный бизнес по производству композитных материалов из своего гаража. Под названием FCR (Full Composite Racing) изготовил гоночное оборудование из углеродного волокна для большей части национальной команды по шорт-треку.
В феврале 2007 года на этапе Кубка мира в Херенвене выиграл две золотые медали на дистанциях 1000 м и 1500 м, следом в Будапеште поднялся на 3-е место в беге на 1000 м. Весной на чемпионате мира в Милане выиграл бронзу с партнёрами в эстафете и занял 7-е место в общем зачёте многоборья, а через неделю на командном чемпионате мира в Будапеште занял 4-е место в команде.
На командном чемпионате мира в Харбине в марте 2008 года он впервые выиграл золотую медаль в составе мужской команды. В апреле 24-летний Мэлоун перенёс операцию на бедре и хирургию носа летом. Во время бега трусцой в августе он сломал ногу и был вынужден носить гипс, поэтому не мог кататься на коньках в течение двух месяцев. После восстановления и тренировок в Вирджинии впервые в том сезоне участвовал в Кубке Америки в Кливленде в начале ноября, где он выиграл три из четырех дистанции. 
В декабре на чемпионате США в Сент-Луисе он занял 4-е место в общем зачёте и не прошел индивидуальную квалификацию на чемпионат мира, но мог соревноваться только в эстафете. Весной 2009 года на чемпионате мира в Вене Мэлоун завоевал золото с партнёрами в эстафете и серебро на командном чемпионате мира в Херенвене.
В 2010 году на Олимпийских играх в Ванкувере в составе сборной выиграл бронзовую награду в эстафетном заезде, уступив сборным Канады и Южной Кореи. После игр он участвовал на чемпионате мира в Софии, где выиграл серебряную медаль в эстафетной гонке. Он пропустил весь сезон 2010/11 из-за травмы колена. 
Джордан вернулся к соревнованиям в начале октября 2011 года на Кубок Америки в Сент-Луисе после длительного отсутствия из-за травмы. Он показал потрясающий результат, заняв 3-е место в общем зачете, и представлял сборную США на осеннем Кубке мира, но не попал в финалы ни на одном этапе. В январе 2012 года он занял 3-е место в общем зачёте на чемпионате США и отобрался для участия на  чемпионате мира. В марте на чемпионате мира в Шанхае занял 21-е место в личном многоборье.
В сентябре 2013 года он занял 3-е место в общем зачёте на чемпионате США в Солт-Лейк-Сити и заработал место в команде осеннего Кубка мира, где в Шанхае и Коломне выиграл 1-е место в эстафете. На этапе Кубка мира в Сеуле, в ноябре поднялся на 2-е место в эстафете. В начале февраля Джордан квалифицировался на олимпийские игры на дистанцию 500 м и в эстафете. На зимней Олимпиаде в Сочи он не смог выиграть медаль в беге на 500 м, и занял 28-е место, а в составе эстафетной четвёрки завоевал серебро, уступив сборной России.
Джордан Мэлоун - первый конькобежец, который когда-либо проходил квалификацию в сборных мира по инлайн-и шорт-треку, единственный, кто делал это в течение нескольких лет подряд, и до сих пор единственный, кто имеет титулы чемпионов мира в обоих видах спорта.

## Карьера инженера
В 2007 году основал компанию "Full Composite Racing" в Маркетте, которая занималась индивидуальными характеристиками для скоростного катания на коньках и защитным снаряжением до 2014 года. Он перешёл в Массачусетский технологический институт в 2015 году из Университета Северного Техаса после 25-летней карьеры в спорте. В течение 4-х месяцев 2015 года работал инженером-стажёром в компании "Encore Wire", а с июня 2016 года по январь 2019 года стажировался в машиностроении в компании "Vecna Technologies". И с 2019 года работает инженером машиностроения в "Vecna Robotics" в Кембридже.